# بنیاد علمی بین‌المللی علوم مغز و اعصاب
بنیاد علمی بین‌المللی علوم مغز و اعصاب (به انگلیسی: International Neuroscience Institute) یا به طور مخفف آی‌ان‌آی (INI) یک بیمارستان و مرکز پژوهشی خصوصی در زمینه علوم مغز و اعصاب است که توسط مجید سمیعی در هانوفر آلمان و در سال ۱۹۹۸ میلادی تأسیس شد. علاوه بر این، امکان آزمایش و معاینه حیوانات نیز وجود دارد. به دلیل معماری فوق‌العاده آن به «مغز هانوفر» نیز معروف است.